# Concubinaat
Een concubinaat (Latijn: concubinatus) is een buitenechtelijke samenleving van enige duur. (Latijn con-cubo = 'samen liggen'.)

## China
In de Chinese oudheid bestonden er al concubines. Nadat de communisten in China aan de macht kwamen werd er voor het eerst hard opgetreden tegen polygame huwelijken. Hierdoor bestaat er op het Chinese Vasteland geen concubinaat meer. In Hongkong golden tot 1971 de keizerlijke wetten van de Qing-dynastie. Na modernisering van het recht in Hongkong is het na 1971 verboden om een concubine te hebben. Huwelijken mogen alleen nog monogaam zijn.

## Romeinse Rijk
In het Romeinse Rijk was een concubinatus een door de wet erkende samenleving van personen die met elkaar geen wettig huwelijk mochten sluiten, bijvoorbeeld omdat een van beiden een vrijgelatene (libertus of liberta), een vreemdeling(e) (peregrinus of peregrina) of een vrouw zonder bruidsschat was (d.i. bij gebrek aan conubium (huwelijk)). Ook de soldaten van de Romeinse legioenen mochten geen huwelijk sluiten. Daardoor kwam het concubinaat veel voor in het oude Rome. Trouwbreuk van de concubina was volgens de zienswijze van de Romeinse juristen als echtbreuk strafbaar. De kinderen uit een concubinatus waren liberi naturales (natuurlijk kind).
Onder invloed van het christendom werd het langzamerhand ongeoorloofd en ten slotte immoreel geacht. Augustinus (354–430) leefde voor zijn bekering tot het christendom (in het jaar 386) ook in concubinaat, maar heeft deze levenswijze later streng veroordeeld.

## Nederland
In het Nederlands Burgerlijk Wetboek wordt het concubinaat niet gezien als een juridische vorm van samenleving. Het concubinaat heeft nog wel betekenis in alimentatiezaken. De onderhoudsplicht van de gewezen echtgenoot eindigt van rechtswege wanneer de alimentatiegerechtigde (vaak de vrouw c.q. moeder) met een ander gaat samenleven 'als ware zij gehuwd'. Hiermee vervalt namelijk de plicht voor de gewezen echtgenoot om de wederpartij te voorzien in levensonderhoud. Dit artikel 1:160 BW is in de wet gekomen door een amendement van Aart Geurtsen uit 1971. Op deze wijze wordt voorkomen dat een ex-partner opzettelijk niet gaat hertrouwen om zo toch het recht op de alimentatie te kunnen behouden.

## België
In België wordt het concubinaat niet beschouwd als iets dat juridisch moet worden geregeld (behoudens de bepaling van art. 210 B.W.). Het overspelige concubinaat komt echter wel in het vizier van het Belgische gerecht, omwille van het overspel dat aan de grond ligt van dit concubinaat (of samenwonen).

## Referentie
- art. concubinatus, in J.G. Schlimmer - Z.C. De Boer, Woordenboek der Grieksche en Romeinsche Oudheid, Haarlem, 19203, p. 193.